# Từ Vũ
Từ Vũ (sinh năm 1932) là một nhạc sĩ tiền chiến Việt Nam, ông là tác giả ca khúc Gái xuân nổi tiếng.

## Tiểu sử
Trần Đỗ Lộc, có nghệ danh Từ Vũ, sinh năm 1932 tại Hà Đông. Năm 1950, ông chuyển vào Sài Gòn sinh sống, và hồi ấy, ông từng bị chê là cá gỗ, rau muống vì ngoại hình của ông.
Năm 1953, ông bắt đầu sáng tác ca khúc Gái xuân và được ca sĩ Tâm Vấn hát, trở nên nổi tiếng đến ngày nay. Một số sáng tác viết lời Việt của ông sau này như Cánh buồm xa xưa, Cánh bướm vườn xuân (Huyền Vân),... Năm 1971, vợ ông qua đời, ông càng ít sáng tác hơn.
Năm 1993, ông có trở về thăm Hà Nội và vẫn tiếp tục sáng tác, phổ thơ một số người bạn.
Năm 2002, ông cho ra mắt CD "Gái xuân giũ lụa trên sông Vân" qua sự hỗ trợ của con gái ông, bao gồm tiếng hát của ông với 10 ca khúc, trong đó có bài Gái xuân.

## Sự nghiệp sáng tác

### Gái xuân
Gái xuân là tác phẩm được biết đến nhiều nhất của nhạc sĩ Từ Vũ.
Năm 1953, nhạc sĩ Từ Vũ tìm được tập thơ Mây Tần của Nguyễn Bính. Khi nhạc sĩ đọc đến bài Gái xuân thì ông dừng lại, sau đó ông cảm xúc ý thơ nên bài hát Gái xuân chỉ ra đời trong 15 phút. Vì bài thơ quá ngắn, nên ông đã thêm hai câu
Xuân đi xuân đến hãy còn xuân

Cô gái trông xuân biết bao lần

Ban đầu, tác phẩm Gái xuân được ca sĩ Linh Sơn hát, tuy nhiên không mấy thành công. Sau này, phải đến khi ca sĩ Tâm Vấn hát thì bài hát mới trở nên phổ biến.
Cho đến nay, bài hát được rất nhiều ca sĩ trong nước và hải ngoại trình diễn, như Ý Lan, Cẩm Ly, Thanh Lan,...
Bài hát được viết theo điệu Tango, tuy nhiên sau này một số ca sĩ trẻ lại chuyển thành điệu Rumba hoặc Chachacha cho dễ hát.

### Tác phẩm
- Áo Trắng Chiều Mưa Bay
- Ánh Nắng Đồng Quê (1954)
- Cánh Bướm Vườn Xuân (Huyền Vân[6])
- Cánh Buồm Xa Xưa (Viết lời Việt[6])
- Cô Đơn Chiều Đà Lạt (1963[3])
- Cõi Người Ta[8]
- Đà Lạt Tình Yêu Và Nỗi Nhớ
- Gái Xuân (1953)
- Hai Sắc Hoa Tigon (thơ T.T.Kh.[9])
- Mưa[10]
- Mưa Cao Nguyên (1963 [3])
- Mong Mùa Xuân Mới (viết lời Việt)
- Ta Tìm Thấy Nhau
- Tiếng Hát Cho Người Tình (1971 [3])
- Tháng Sáu Dài Lắm Cơn Mưa
- Trăng Gặp Gỡ (1958)
- Vĩnh Biệt Tình Yêu